# Francoski direktorij
Francoski direktorij (francosko Directoire exécutif), splošno znan kot »direktorij« je imel v Franciji izvršno oblast od 2. novembra 1795 do 10. novembra 1799, upošteval je narodno konvencijo in Konzulat. Oblast si je delilo pet direktorjev. To obdobje, imenovano tudi obdobje direktorija, v zgodovini Francije predstavlja zadnjo fazo francoske revolucije. Leta 1799 je Napoleon Bonaparte izvedel vojaški udar, razpustil direktorij, sebe pa razglasil za prvega konzula.